# Cessna 421
Cessna C421 Golden Eagle je ameriško lahko dvomotorno 8-sedežno poslovno visoko zmogljivo batno letalo kabinskega razreda, s kabino pod tlakom, ki ga je zgradila Cessna. Zasnovana je na podlagi Cessne 411. C421 ima nizko nameščeno kantilever krilo in uvlačljivo pristajalno podvozje tipa tricikel. Veliko letal je opremljenih z anti-ice in de-ice opremo za letenje v pogojih zaledenitve in vremenskim radarjem. Letalo uporablja Avgas 100LL. Letalo ima zelo močne injektorske prisilno polnjene batne motorje z reduktorjem, vsak motor razvije 375 BHP. Letalo uporabljajo tudi številne vojske po svetu, tako za poslovno letenje kot za trening. 
Leta 1973 je Cessna 421 postalo drugo dvomotorno letalo Ljudske skupščine Ljudske republike Slovenije.

## Uporabniki

### Civilni uporabniki
Letalo je priljubljeno pri zasebnikih, podjetjih in malih letalskih čarterskih podjetjih, uporablja se tudi za sondiranje, slikanje in snemanje, za meteorološke dejavnosti in umerjanje radio navigacijskih sredstev.

### Vojaški uporabniki
Turčija
- Turkish Army Aviation tri letala 421B[1]

 Nova Zelandija
- Royal New Zealand Air Force tri letala 421C.[2]
  - No. 42 Squadron RNZAF

 Bahami
- Royal Bahamas Defence Force[3]

 Bolivija
- Bolivian Air Force 421B [4]

 Kambodža
- Royal Cambodian Air Force[5]

 Slonokoščena obala
- Ivory Coast Air Force[6]

 Pakistan
- Pakistan Army Aviation [7]

 Zimbabve
- Air Force of Zimbabwe 421A [8]

 Nikaragva
- Nicaraguan Armed Forces

 Paragvaj
- Armed Forces of Paraguay

 Filipini
- Philippine Air Force

 Rodezija
- Rhodesian Air Force

 Šrilanka
- Sri Lanka Air Force

## Specifikacije (C 421C)
Podatki iz Jane's All The World's Aircraft 1976–77; Taylor 1976, pp. 272–27
Splošne karakteristike
- Posadka: 1
- Število sedežev: 7 potnikov
- Dolžina: 36 ft 9⅝ in (11,09 m)
- Razpon kril: 41 ft 1½ in (12,53 m)
- Višina: 11 ft 5⅜ in (3,49 m)
- Površina kril: 215 ft² (19,97 m²)
- Teža praznega letala: 4501 lb (2041 kg)
- Maks. vzletna teža: 7450 lb (3379 kg)
- Pogon letala: 2 ×  turbopolnjeni 6-valjni protibatni bencinski motor Continental GTSIO-520-L, 375 KM (280 kW)  vsak

 Zmogljivost 
- Maks. hitrost: 256 vozlov (475 km/h, 295 mph) na višini 20000 ft (6100 m)
- Potovalna hitrost: 240 vozlov (444 km/h, 276 mph) na višini 25000 ft (7600 m) (75% moč)
- Doseg: 1487 nmi (2755 km, 1712 milj)
- Višina leta: 30200 ft (9205 m)
- Hitrost vzpenjanja: 1940 ft/min (9,9 m/s)